# Ігнатович Наталія Григорівна
Наталія Григорівна Ігнатович (нар. 12 січня 1968) — радянська та українська футболістка й тренерка, виступала на позиції півзахисниці. Рекордсменка чернігівської «Легенди» за кількістю зіграних матчів (279), протягом 7 років була капітаном команди. Виступала за збірні СРСР і України.

## Клубна кар'єра
Футбольну кар'єру розпочала 1987 року в чернігівській «Легенді». Виступала в команді до 1997 року. У 1999 році повернулася до «Легенди», де провела два сезони. У 2002 році захищала кольори харківського «Житлобуд-1», у футболці якого зіграла 7 матчів. У 2003 році знову повернулася до «Легенди», у футболці якої виступала до 2007 року. З 2013 року захищала кольори іншого чернігівського клубу, «Спартака», в якому виступала до 2016 року. Також грала за краснодарську «Кубаночку» та польський «Рольник». У другій половині серпня 2021 року перебувала в заявці чернігівської «Юності».

## Кар'єра в збірній
У 1991 році зіграла щонайменше 1 товариський матч у складі жіночої збірної СРСР з футболу, проти збірної Франції. З 1993 по 2000 рік виступала за жіночу збірну України.

## Кар'єра тренерки
По завершенні кар'єри гравчині розпочала тренерську діяльність. З 2010 по 2012 роки очолювала дівочу (WU-17) та молодіжну (WU-19) збірні Ірану. Наприкінці серпня 2021 року очолила плисківську «Єдність», яку тренувала до 1 липня 2018 року. На початку вересня 2018 року стала головною тренеркою «Юності», яку очолювала до 31 серпня 2021 року.
1 вересня 2021 року очолила «Восход». На тренерському містку клубу з села Стара Маячка дебютувала 12 вересня 2021 року в переможному (1:0) домашньому поєдинку 6-го туру першого етапу Вищої ліги України проти львівських «Карпат».
Так як «Восход» припинив свої виступи одразу після повномаштабного російського вторгнення і подальшої окупації села де базувалась команда, Наталія Ігнатович продовжила свою тренерську діяльність очолив молодіжну жіночу збірну України до 19 років.

## Досягнення
«Легенда» (Чернігів)
- Вища ліга України
  -  Чемпіонка (2): 2000, 2005
  -  Срібна призерка (5): 1997, 1999, 2003, 2004, 2006
  -  Бронзова призерка (2): 1992, 2007

- Кубок України
  -  Володарка (1): 2005
  -  Фіналістка (5): 1999, 2003, 2004, 2006, 2007

- Зимова першість України
  -  Чемпіонка (1): 2005
  -  Срібна призерка (1): 2006

- Відкритий Кубок Італії
  -  Володарка (1): 2006
  -  Бронзова призерка (1): 2005

«Спартак» (Чернігів)
- Перша ліга України
  -  Чемпіонка (1): 2015/16